# Jaskinie Mogao
Jaskinie Mogao (chiń. 莫高窟, pinyin: Mògāo Kū), znane też jako Jaskinie Tysiąca Buddów (chiń. 千佛洞, pinyin: Qiānfódòng) i Jaskinie Dunhuang (chiń. 敦煌石窟, pinyin: Dūnhuáng Shíkū) – zespół 492 skalnych świątyń w pobliżu miasta Dunhuang w chińskiej prowincji Gansu, w 1987 roku wpisany na listę światowego dziedzictwa UNESCO. 
Jaskinie zawierają liczne okazy dawnej sztuki buddyjskiej, m.in. posągi i malowidła. W większości pochodzą one z okresu północnej i zachodniej dynastii Wei (IV–VI w. n.e.), znaleziono jednak także przedmioty z Epoki Pięciu Dynastii (X w.), północnej dynastii Song (X–XII w.), zachodniej dynastii Xia (XI–XII w.) oraz dynastii Yuan (XIII–XIV w.), jednak w najlepszym stanie zachowały się posągi z czasów dynastii Tang (VII–X w.) oraz północnej dynastii Zhou (VI w.). 
Jaskinie mają kształt prostokąta lub kwadratu z kopulastym, bogato zdobionym sklepieniem. Na centralnym miejscu wyeksponowany jest posąg Buddy i mniejsze, terakotowe posągi jego uczniów. Ściany i sklepienie pokryte są cementem i gliną, a następnie pomalowane wodnymi farbami. Większość motywów dekoracji zaczerpnięta jest z przyrody i architektury.

## Historia

### Północna i zachodnia dynastia Wei oraz północna dynastia Zhou
Była to epoka kryzysu idei konfucjańskiej i rozpowszechniania się nauczania Buddy o nirwanie i poszukiwaniu własnej drogi zbawienia. Sztuka chińska tego okresu charakteryzuje się silnymi wpływami buddyzmu indyjskiego – świadczą o tym m.in. nieproporcjonalnie duże głowy posągów. Smukłe, delikatne sylwetki przedstawianych postaci miały ukazywać ducha tych, którzy odrzucili świat materialny, oddając się ascezie.

### Dynastia Tang
Epoka panowania dynastii Tang była okresem największego rozkwitu sztuki w jaskiniach Mogao. Ozdobiono wówczas 260 jaskiń i wyrzeźbiono największe posągi, w tym posąg siedzącego Buddy z jaskini nr 96 o wysokości 34,5 m. Wśród malowideł dominujące miejsce zajmują postacie dworskiej arystokracji i są one też o wiele większe niż w poprzednich epokach.

### Późniejsze jaskinie
Po upadku dynastii Tang nastąpił również kryzys sztuki chińskiej w Mogao. Pochodzące z późniejszych epok posągi i malowidła są o wiele prostsze i ubożej zdobione, jednak i wówczas zdarzały się dzieła, zasługujące na szczególną uwagę – należy do nich 16-metrowy posąg leżącego Buddy z jaskini nr 158, otoczony mniejszymi posążkami jego uczniów.
W późniejszych wiekach straciły na znaczeniu i zostały częściowo zasypane przez pustynię. Dla świata zachodniego odkrył je Aurel Stein, który odkupił też od mnicha mieszkającego w ruinach świątyń, Wanga Yuanlu, wiele doskonale zachowanych manuskryptów.